# Nandinagari
 (février 2024).
La mise en forme du texte ne suit pas les recommandations de Wikipédia : il faut le « wikifier ».
Les points d'amélioration suivants sont les cas les plus fréquents. Le détail des points à revoir est peut-être précisé sur la page de discussion.
- Les titres sont pré-formatés par le logiciel. Ils ne sont ni en capitales, ni en gras.
- Le texte ne doit pas être écrit en capitales (les noms de famille non plus), ni en gras, ni en italique, ni en « petit »…
- Le gras n'est utilisé que pour surligner le titre de l'article dans l'introduction, une seule fois.
- L'italique est rarement utilisé : mots en langue étrangère, titres d'œuvres, noms de bateaux, etc.
- Les citations ne sont pas en italique mais en corps de texte normal. Elles sont entourées par des guillemets français : « et ».
- Les listes à puces sont à éviter, des paragraphes rédigés étant largement préférés. Les tableaux sont à réserver à la présentation de données structurées (résultats, etc.).
- Les appels de note de bas de page (petits chiffres en exposant, introduits par l'outil «  Source ») sont à placer entre la fin de phrase et le point final[comme ça].
- Les liens internes (vers d'autres articles de Wikipédia) sont à choisir avec parcimonie. Créez des liens vers des articles approfondissant le sujet. Les termes génériques sans rapport avec le sujet sont à éviter, ainsi que les répétitions de liens vers un même terme.
- Les liens externes sont à placer uniquement dans une section « Liens externes », à la fin de l'article. Ces liens sont à choisir avec parcimonie suivant les règles définies. Si un lien sert de source à l'article, son insertion dans le texte est à faire par les notes de bas de page.
- La présentation des références doit suivre les conventions bibliographiques. Il est recommandé d'utiliser les modèles {{Ouvrage}}, {{Chapitre}}, {{Article}}, {{Lien web}} et/ou {{Bibliographie}}. Le mode d'édition visuel peut mettre en forme automatiquement les références.
- Insérer une infobox (cadre d'informations à droite) n'est pas obligatoire pour parachever la mise en page.

Pour une aide détaillée, merci de consulter Aide:Wikification.
Si vous pensez que ces points ont été résolus, vous pouvez retirer ce bandeau et améliorer la mise en forme d'un autre article.

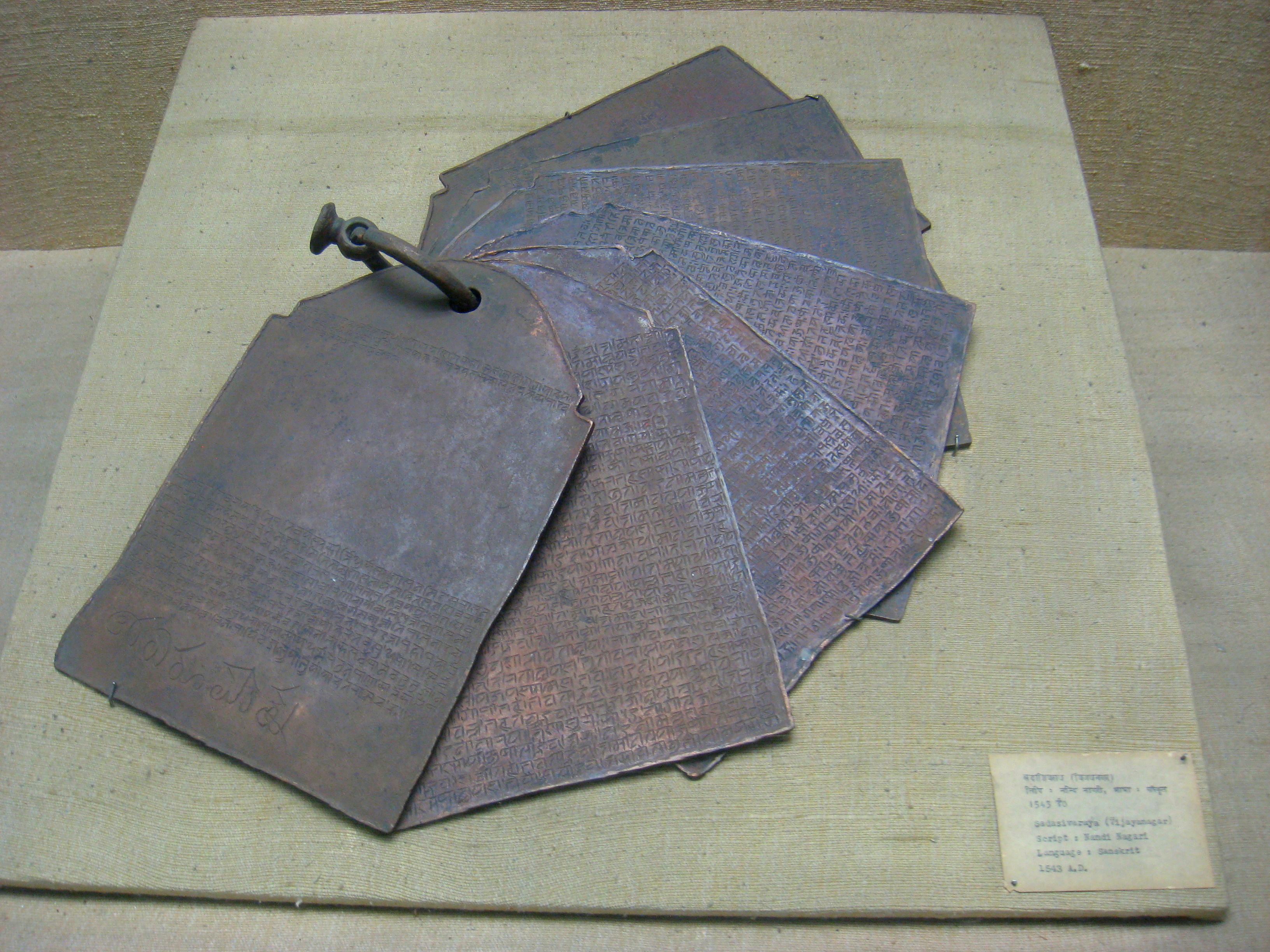
Un enregistrement sanskrit du XVIe siècle de Sadasiva Raya écrit en Nandinagari gravé sur des plaques de cuivre. Les manuscrits et les archives de Nandinagari ont été écrites et préservés historiquement en créant des inscriptions sur des plaques de métal, des feuilles de palmier spécialement traitées, des dalles de pierre et du papier.

Nandinagari est une écriture brahmique dérivée du Nagari apparue au VIIe siècle apr. J.-C. Cette écriture et ses variantes étaient utilisées dans la région centrale du Deccan et dans le sud de l'Inde, et une abondance de manuscrits sanscrits à Nandinagari ont été découverts mais restent non translittérés,. Certains des manuscrits découverts de Madhvacharya de l'école hindouiste Dvaita Vedanta sont en écriture Nandinagari.
C'est une écriture sœur du Devanāgarī, qui est courante dans d'autres régions de l'Inde.

## Étymologie
Nāgarī vient de नगर (nagara), qui signifie ville.
Des inscriptions Nandinagari de la période Kakatiya ont été trouvées à Mahabubabad, situées 212 km de Nandi Nagar, Hyderabad.
La première partie du terme « Nandi » est ambiguë dans son contexte. Cela peut signifier « sacré » ou « de bon augure » (cf. versets Nandi dans le drame sanskrit).. Nandi est le nom du Vrishabhavahana (véhicule taureau) du Seigneur Siva, une icône vénérée, et il peut être la source du nom[réf. nécessaire].

## Histoire
Nandinagari est une écriture basée sur la Brahmi qui a été utilisée dans le sud de l'Inde entre le XIe et le XIXe siècle apr. J.-C. pour produire des manuscrits et des inscriptions en sanskrit dans le sud du Maharashtra, du Karnataka et de l'Andhra Pradesh. Il dérive du groupe central des écritures Nāgarī et est lié à la Devanagari. Il existe également plusieurs styles de Nandināgarī, considérés par les érudits comme des variantes de l'écriture,.
Certaines des premières inscriptions de Nandinagari ont été trouvées au Tamil Nadu. Les inscriptions en pierre de Narasimha Pallava du VIIIe siècle à Mamallapuram sur la côte du Tamil Nadu, les pièces de monnaie du Xe siècle de la période du roi Chola Rajaraja, les inscriptions sur plaque de cuivre Paliyam du IXe siècle du roi Varagunam sont toutes en écriture Nandinagari. Un manuscrit du Rigveda a été trouvé écrit en écriture Nandinagari, ainsi que des manuscrits d'autres Vedas. Des manuscrits du premier siècle avant notre ère Vikramacarita, également connus sous le nom d'« Aventures de Vikrama » ou de « Livre de contes hindous », ont été trouvés en écriture Nandinagari.
Dans un temple Travancore du Kerala, un manuscrit sur feuille de palmier Anantasayana Mahatmya a été trouvé, et il est en écriture Nandinagari.
L'écriture Nandināgarī était utilisée pour écrire le Sanskrit, et de nombreuses inscriptions sanscrites sur plaque de cuivre de l'empire Vijayanagar étaient écrites dans cette écriture.
|                          |
| Un manuscrit Nandinagari |

De nombreux manuscrits sanscrits écrits en Nandinagari ont été découverts dans le sud de l'Inde, mais il s'agit de l'une des écritures anciennes les moins documentées et étudiées de l'Inde. Ceux-ci couvrent les Vedas, la philosophie, les commentaires sur les œuvres anciennes, la mythologie, la science et les arts,,. Ceux-ci sont conservés dans les bibliothèques de manuscrits, notamment celles des régions méridionales du pays. Certains textes Nandinagari sont pluri scripts, qui incluent d'autres principales écritures du sud de l'Inde, telles que les écritures Telugu, Tamil, Malayalam et Kannada.

## Comparaison avec la Devanagari
Les écritures Nandinagari et Devanagari sont très proches et partagent de nombreuses similitudes, mais elles présentent également des différences systémiques. La Nandinagari diffère de la Devanagari davantage par la forme de ses voyelles que par la forme de la plupart des consonnes. Il a en effet une ligne en haut de chaque caractère mais ne les joint pas sur des mots entiers, contrairement à la longue ligne horizontale connectée de la Devanagari (shirorekhā). La Nandinagari est donc une écriture sœur de la Devanagari, non pas une variation triviale.
Les manuscrits Nandinagari présentent également des différences esthétiques et de style, telles que l'utilisation d'Anusvaras distincts et la méthode d'étiquetage de chaque hymne ou vers.
|                                        |
| Une charte graphique de la Nandinagari |

## Unicode
L'écriture Nandinagari a été ajouté à la norme Unicode en mars 2019 avec la sortie de la version 12.0.
Le bloc Unicode pour la Nandinagari est U+119A0 – U+119FF :

## Voir également
- Shiksha – l'étude védique du son, axée sur les lettres de l'écriture sanskrit
- Lexilogos, écriture en écriture Nandinagari